# Corydoras acutus
Corydoras acutus Cope, 1872 è un pesce d'acqua dolce appartenente alla famiglia Callichthyidae.

## Distribuzione e habitat
Proviene dal nord-ovest del Brasile, dal Perù (Ampiyacu, nel bacino del Rio delle Amazzoni) e dall'Ecuador.

## Descrizione
Il corpo, leggermente compresso sull'addome e sui lati, raggiunge una lunghezza massima di 5,5 cm. La colorazione è grigiastra con piccole macchie scure. Le pinne sono trasparenti ma la pinna caudale è striata di grigio e sulla pinna dorsale è presente una macchia nera.

## Biologia

### Alimentazione
Ha dieta onnivora.

### Riproduzione
Le uova (fino a 100) vengono fecondate mentre si trovano tra le pinne pelviche della femmina.

## Acquariofilia
Può essere allevato in acquario, dove si può riprodurre.